# Уэйн (округ, Нью-Йорк)
Округ Уэйн (англ. Wayne County) — округ штата Нью-Йорк, США. Население округа на 2000 год составляло 93 766 человек. Административный центр округа — город Лайонс.

## История
Округ Уэйн основан в 1823 году. Источник образования округа Уэйн: округа Онтэрио и Сенека.

## География
Округ занимает площадь 1564,4 км2.

## Демография
Согласно переписи населения 2000 года, в округе Уэйн проживало 93 766 человек. По оценке Бюро переписи населения США, к 2009 году население уменьшилось на 2,6%, до 91 291 человек. Плотность населения составляла 58,4 человек на квадратный километр.